# Покровська сільська рада (Федоровський район)
Покро́вська сільська рада (рос. Покровский сельский совет) — муніципальне утворення у складі Федоровського району Башкортостану, Росія. Адміністративний центр — присілок Покровка.

## Населення
Населення — 503 особи (2019, 613 в 2010, 696 в 2002).

## Склад
До складу поселення входять такі населені пункти:
| Населений пункт                 | Населення, осіб (2002) | Населення, осіб (2010) |
| ------------------------------- | ---------------------- | ---------------------- |
| Гороховка, присілок             | 94                     | 81                     |
| Ільїновка, присілок             | 45                     | 32                     |
| Новоніколаєвка, присілок        | 22                     | 14                     |
| Покровка, присілок              | 186                    | 195                    |
| Руський Сухий Ізяк, присілок    | 95                     | 85                     |
| Староніколаєвка, присілок       | 71                     | 51                     |
| Татарський Сухий Ізяк, присілок | 183                    | 155                    |